# Pilar Fernández Vega
María del Pilar Fernández Vega (Villadiego, 8 de noviembre de 1895-Madrid, 4 de julio de 1973) fue la primera conservadora de museos española, además de pertenecer al Cuerpo Facultativo de Archiveros, Bibliotecarios y Arqueólogos.

## Trayectoria
Su madre, Filomena Vega Gutiérrez, era maestra y su padre, Felipe Fernández Roiz, era secretario de los ayuntamientos de Humada y Los Barrios de Villadiego (Burgos), desde 1890. Estudió Bachillerato en el Instituto General y Técnico de Burgos. Además, aprobó tres asignaturas en la Escuela Normal Superior de Burgos, lo que le permitió, una vez obtenido el título de Bachiller, pasar la reválida para obtener el título de Maestra de Enseñanza Superior. Cursó estudios de Filosofía y Letras en la Universidad Central de Madrid entre 1913 y 1918.
Durante el curso 1916-1917, impartió clases en el Instituto Internacional por recomendación de Manuel Bartolomé Cossío. Después se trasladó a Villablino, dónde ejerció como maestra hasta 1920, cuando vuelve a Madrid para preparar las oposiciones, residiendo en la Residencia de Señoritas. Tras aprobar la oposición en 1922, entró en el Cuerpo Facultativo de Archiveros, Bibliotecarios y Arqueólogos, especializándose en el estudio de colecciones de procedencia americana. Tuvo como primer destino el Archivo de Hacienda y Biblioteca Provincial de Logroño. Además, prestó servicios en el Archivo del Ministerio de Estado y en el Archivo General de la Deuda, ambos en Madrid.
Fue socia del Lyceum Club femenino junto a María de Maeztu, Victoria Kent o Isabel Oyarzábal, con las que se había relacionado en la Residencia de Señoritas. Fue también socia del Ateneo de Madrid y frecuentó los círculos de la Sociedad Española de Amigos del Arte y los salones de la revista Blanco y Negro, donde años más tarde declaró haber conocido a Margarita Nelken.
Se casó con José Ferrandis Torres, quien desempeñó el cargo de conservador del Museo Arqueológico Nacional entre 1925 y 1928, hasta la obtención de la Cátedra de Epigrafía y Numismática de la Universidad Central.
En 1928, Fernández pidió el traslado al Museo Arqueológico Nacional, donde desempeñó el cargo de jefa de la sección Precolombina, siendo la primera mujer conservadora de un museo en España. En los años treinta, se le añadirían Felipa Niño Mas y Joaquina Eguaras Ibáñez, Concepción Blanco Mínguez y Ursicina Martínez Gallego. Es en 1910 cuando se reconoce en España el derecho de las mujeres a acceder a la enseñanza oficial, sin restricciones legales, y el reconocimiento del título universitario, para ejercer profesionalmente en instituciones públicas dependientes del Ministerio de Instrucción Pública y Bellas Artes. Fueron dos reales órdenes, la del 8 de marzo y la del 2 de septiembre de 1910, publicadas en la Gaceta de Madrid el 9 de marzo y el 4 de septiembre.
Participó como profesora en el crucero universitario por el Mediterráneo de 1933, el cual supuso un hito en la arqueología española y atrajo a numerosas españolas a la disciplina. En 1934, solicitó una ayuda a la Junta para Ampliación de Estudios e Investigaciones Científicas (JAE) para realizar un viaje de estudios durante cuatro meses a Nueva York, con el fin de conocer las colecciones de arte americano de los museos de esta ciudad. Al año siguiente, Fernández se trasladó a la URSS.
Durante la Guerra civil española, trabajó en el Museo Arqueológico de Valladolid. Finalizada esta, volvió al Museo Arqueológico Nacional, desde donde se trasladó al Museo Nacional de Artes Decorativas, compatibilizando su cargo en este con el de directora interina del Museo de América, desde que se produjo su nombramiento en 1941 hasta 1968. Este museo fue instalado en el recinto de la Ciudad Universitaria e inaugurado en 1944.
Fernández sufrió un proceso de depuración aunque el juez instructor concluyó que la inculpada no estaba comprendida en ninguno de los casos tipificados por la Ley de Responsabilidades Políticas y propuso que se le declarara exenta de responsabilidad política. El expediente se archivó en febrero de 1945.

## Reconocimientos
En 2020, Fernández fue incluida en el proyecto de la Subdirección General de Archivos Estatales titulado Mujeres Investigadoras en los Archivos Estatales (1900-1970). Esta iniciativa fue impulsada por el Ministerio de Cultura y su objetivo es reconocer y poner en valor las contribuciones de aquellas mujeres que desarrollaron investigaciones en los diferentes archivos estatales a principios del siglo XX.

## Publicaciones
- Publicó dos monografías sobre las colecciones americanas del MAN (Adquisiciones en 1930: tejidos peruanos procedentes de la colección de los señores Schmidt y Pizarro, de Lima en 1933 y el Catálogo de la exposición de Arte Inca (Colección Juan Larrea) en 1935, este último junto con H. Trimborn)[1]
- Guía del Museo de América, 1965. Editor: Ministerio de Educación Nacional, Dirección General de Bellas Artes.